# Ardeleanu Ion
Ardeleanu Ion (n. 9 iulie 1933, sat Sântelec, com. Hidișelu de Sus, jud. Bihor) este un istoric român.

## Viața și activitatea
A terminat studiile secundare si universitare de filozofie la București. A terminat doctoratul în istorie. A fost director adjunct din 1965 al Muzeului de istorie a Partidului Comunist, a mișcării revoluționare și democratice din România. A fost conferențiar universitar din 1971 la Institutul de arte plastice N. Grigorescu din București. Secretar al comisiei de organizare și director al Muzeului de istorie al R. S. România (1968-1971). Membru corespondent al Academiei de științe sociale și politice a R. S. România din 1970.
Este un specialist în problemele mișcării muncitorești și socialiste și ale istoriei P.C.R. A făcut contribuții importante asupra unor momente revoluționare din istoria politică a României în primele decenii ale secolului XX. Desfășoară o activitate largă în probleme de organizare muzeală, în elaborarea unor expoziții și culegeri tematice privind istoria modernă și contemporană a României. A participat la numeroare reuniuni internaționale consacrate istoriei mișcării revoluționare din țară și din Europa răsăriteană.

## Opera
Lucrări
- Muzeul Doftana, București, 1968

- Viața politică în România, Partidele politice, 1918-1921, București, 1971

- Raportul dintre istoria națională și istoria locală, în Cumidava, III (1969), p. 589-593
- Constantin Dobrogeanu Gherea. Corespondență, București, 1972.
- Din istoria mișcării muncitorești a Partidului Comunist Român. Imagini ale unui trecut glorios, București, 1974.
- Raportul dintre istoria națională și  istoria locală, in Cumidava, III, 1969.
- Din activitatea organiației regionale P.C.R. Dobrogea, în Peuce, 1971